# Vrbovsko
 Vrbovsko  város és község Horvátországban, a Tengermellék-Hegyvidék megyében. 
Közigazgatásilag  Blaževci, Bunjevci, Carevići, Damalj, Dokmanovići, Dolenci, Donji Vučkovići, Donji Vukšići, Draga Lukovdolska, Dragovići, Gomirje, Gorenci, Gornji Vučkovići, Gornji Vukšići, Hajdine, Hambarište, Jablan, Jakšići, Kamensko, Klanac, Komlenići, Lesci, Liplje, Lukovdol, Ljubošina, Majer, Mali Jadrč, Matići, Međedi, Mlinari, Močile, Moravice, Musulini, Nadvučnik, Nikšići, Osojnik, Petrovići, Plemenitaš, Plešivica, Podvučnik, Poljana, Presika, Radigojna, Radočaj, Radoševići, Rim, Rtić, Severin na Kupi, Smišljak, Stubica, Štefanci, Tići, Tomići, Topolovica, Tuk, Veliki Jadrč, Vučinići, Vučnik, Vujnovići, Vukelići, Zapeć, Zaumol, Zdihovo és Žakule települések tartoznak hozzá.

## Fekvése
Fiumétól 50 km-re keletre, Ogulintól 17 km-re északnyugatra, a Dobra partján, az A6-os autópálya mellett fekszik. A horvát Hegyvidék (Gorski kotar) legkeletibb városa.

## Története
Vrbovsko első említése 1481-ből származik, amikor ez a terület a Frangepán család birtoka volt. A település Gormirjéval és Lukovdollal együtt szerepel az 1486-os modrusi urbáriumban is. A 16. század elején a török  pusztítások következtében régi lakossága elmenekült, vidéke elnéptelenedett. Rövidesen teljes lakosságcsere ment végbe, mert 1599-től a török által megszállt végekről, Boszniánól, Likából és Észak-Dalmáciából a védelmi célokkal több hullámban nagy számú pravoszláv szerb lakosságot telepítettek be. A betelepítettek a vlach jog alapján kiváltságaik fejében katonai szolgálattal tartoztak. A 18. században az újonnan épített Karolina út mentén a Tengermellékről, Krajinából és Češće vidékéről újabb családok érkeztek. Ekkor alakult ki a város mai nemzetiségi összetétele, melynek 57%-a horvát, 36%-a szerb és 7%-a egyéb nemzetiségű lakos.
A település első templomának építési ideje nem ismert- A második templom 1755-ben épült a Legszentebb Oltáriszentség és Nepomuki Szent János tiszteletére szentelve. Ez a templom valahol a mai erdőgazdaság épületével szembeni sportpálya és játszótér helyén volt, rossz állapota miatt 1887-ben bontották le. Vrbovsko plébániáját 1790-ben alapították. Vrbovsko történetében különös fontosságú esemény volt amikor 1785-ben II. Józseftől szabad királyi városi kiváltságokat kapott. Az a város számára önkormányzatot, szabadon választott magisztrátust és bírói testületet, lakói számára a jobbágyság helyett szabad városi polgári jogokat biztosított. A katonai határőrvidékek megszüntetése után 1886-ban Modrus-Fiume vármegye részeként Vrbovsko is betagozódott az ország közigazgatási rendszerébe. Mai plébániatemplomát 1893 és 1904 között építették. Vrbovsko község mai formájában 1962-ben alakult meg. Városi rangot 1997-ben kapott. 2011-ben a városnak 1647,  a községnek összesen 5019 lakosa volt.

## Lakosság

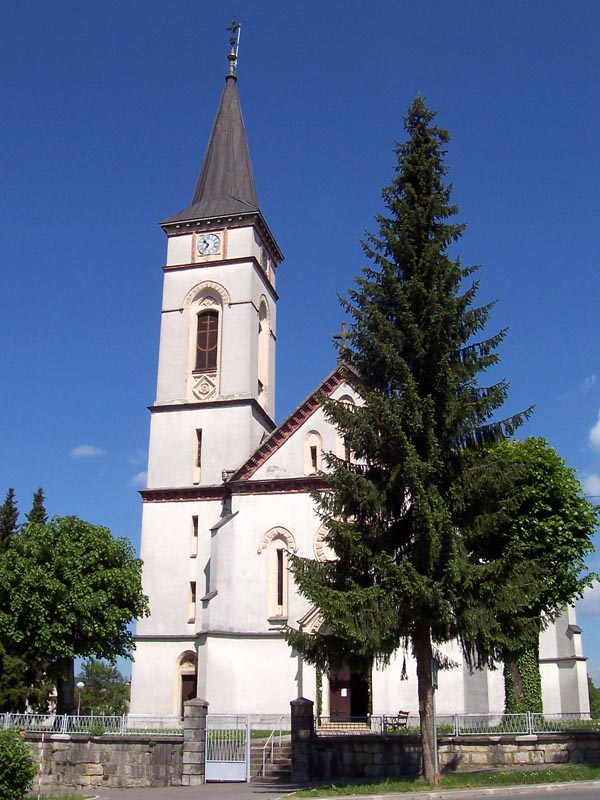
A plébániatemplom

| Lakosság változása | Lakosság változása | Lakosság változása | Lakosság változása | Lakosság változása | Lakosság változása | Lakosság változása | Lakosság változása | Lakosság változása | Lakosság változása | Lakosság változása | Lakosság változása | Lakosság változása | Lakosság változása | Lakosság változása | Lakosság változása |
| ------------------ | ------------------ | ------------------ | ------------------ | ------------------ | ------------------ | ------------------ | ------------------ | ------------------ | ------------------ | ------------------ | ------------------ | ------------------ | ------------------ | ------------------ | ------------------ |
| 1857               | 1869               | 1880               | 1890               | 1900               | 1910               | 1921               | 1931               | 1948               | 1953               | 1961               | 1971               | 1981               | 1991               | 2001               | 2011               |
| 1216               | 1346               | 1423               | 1506               | 1490               | 1306               | 1269               | 1531               | 1395               | 1736               | 1945               | 2037               | 1993               | 2047               | 1894               | 1647               |

## Nevezetességei
- Nepomuki Szent János tiszteletére szentelt plébániatemploma 1893 és 1904 között épült neogótikus stílusban. Latin kereszt alaprajzú épület sokszög záródású szentéllyel, harangtornya az északi oldalon áll. Orgonáját 1906-ban építették. Belsejét 1928-ban Franjo Martini akadémiai festő festette ki. 2008-ban restaurálták.
- A Páduai Szent Antal kápolna a város legrégibb szakrális épülete 1710-ben épült.
- A Dobra hídjánál 1830-ban épített Nepomuki Szent János kápolnát 1943-ban lerombolták.
- A Kármelhegyi Boldogasszony temetőkápolna a 20. század elején épült.

## Híres emberek
Ivan Goran Kovačić (1913-1943) horvát író és költő a községhez tartozó Lukovdolban született. Alapiskola viseli nevét viseli a városban.